# Liste der Bodendenkmäler in Haldenwang (Schwaben)
Auf dieser Seite sind die Bodendenkmäler in der schwäbischen Gemeinde Haldenwang zusammengestellt. Diese Tabelle ist eine Teilliste der Liste der Bodendenkmäler in Bayern. Grundlage ist die Bayerische Denkmalliste, die auf Basis des Bayerischen Denkmalschutzgesetzes vom 1. Oktober 1973 erstmals erstellt wurde und seither durch das Bayerische Landesamt für Denkmalpflege geführt wird. Die folgenden Angaben ersetzen nicht die rechtsverbindliche Auskunft der Denkmalschutzbehörde.

## Bodendenkmäler in Haldenwang
| Lage                             | Objekt | Akten-Nr.     | Bild                                          |
| -------------------------------- | --- | ------------- | --------------------------------------------- |
| (Standort)                       | Burgstall des Mittelalters. | D-7-7528-0075 |                                               |
| (Standort)                       | Grabhügel vorgeschichtlicher Zeitstellung. | D-7-7528-0076 |                                               |
| Bergstraße 11 (Standort)         | Mittelalterliche und frühneuzeitliche Befunde im Bereich des abgegangenen Schlosses und der katholischen Pfarrkirche Mariä Reinigung in Konzenberg und ihrer Vorgängerbauten | D-7-7528-0098 | Mittelalterliche und frühneuzeitliche Befunde |
| (Standort)                       | Burgstall des Mittelalters | D-7-7528-0099 |                                               |
| (Standort)                       | Straße der römischen Kaiserzeit. | D-7-7528-0101 |                                               |
| (Standort)                       | Straße der römischen Kaiserzeit. | D-7-7528-0102 |                                               |
| (Standort)                       | Grabhügel der Bronze- und der Hallstattzeit. | D-7-7528-0103 |                                               |
| (Standort)                       | Verebnete Grabhügel vorgeschichtlicher Zeitstellung. | D-7-7528-0104 |                                               |
| Kirchbergstraße 1 (Standort)     | Mittelalterliche und frühneuzeitliche Befunde im Bereich der katholischen Pfarrkirche St. Peter und Paul in Hafenhofen.                                                      | D-7-7528-0168 | weitere Bilder                                |
| Kirchenstraße 10 (Standort)      | Mittelalterliche und frühneuzeitliche Befunde im Bereich der katholischen Pfarrkirche St. Maria Immaculata in Haldenwang.                                                    | D-7-7528-0170 | weitere Bilder                                |
| Von-Freyberg-Straße 1 (Standort) | Mittelalterliche und frühneuzeitliche Befunde im Bereich des Schlosses Freyberg.                                                                                             | D-7-7528-0172 | weitere Bilder                                |
| (Standort)                       | Wallanlage vor- und frühgeschichtlicher Zeitstellung. | D-7-7528-0202 |                                               |